# Radar interferométrico de apertura sintética
La Interferometría radar de apertura sintética, a veces abreviada como InSAR o IfSAR, es una técnica RADAR utilizada en geodesia y en teledetección. Esta técnica se basa en el estudio del patrón de interferencia de fase de las ondas de dos imágenes SAR (synthetic aperture radars: ‘radares de apertura sintética’ montados en satélites activos o en aeronaves). El patrón de interferencia o interferograma se usa para generar mapas de desplazamientos de la superficie terrestre, y mapas de elevación del terreno. 
La precisión del InSAR para medir deformaciones del terreno es variable y proporcional a la longitud de onda radar utilizada. Normalmente varía desde unos pocos cm en intervalos de tiempo de pocos días (debido a que la señal está dominada por efectos atmosféricos) hasta pocos mm por año cuando se usan decenas de imágenes en intervalos de años. La precisión del InSAR para medir elevaciones del terreno es proporcional a la separación física entre las antenas radar que adquieren las imágenes, usualmente del orden de decenas de metros. 
El InSAR tiene aplicaciones en la vigilancia geofísica de peligros naturales ―por ejemplo: terremotos, erupciones volcánicas y deslizamientos de tierra―, y también en ingeniería estructural, en particular la vigilancia de la subsidencia y la estabilidad estructural. 

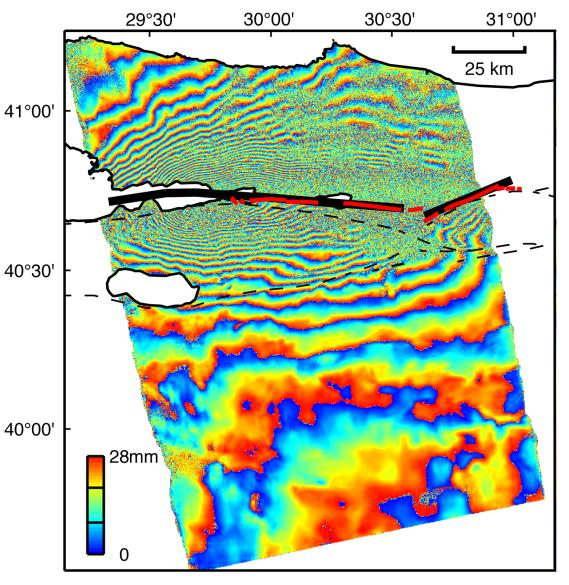
Interferograma producido usando datos del ERS-2, del 13 de agosto al 17 de septiembre de 1999, que abarcó el terremoto del 17 de agosto de 1999 en İzmit (Turquía).
Fotografía de NASA/JPL-Caltech.

## Técnica

### Radar de apertura sintética

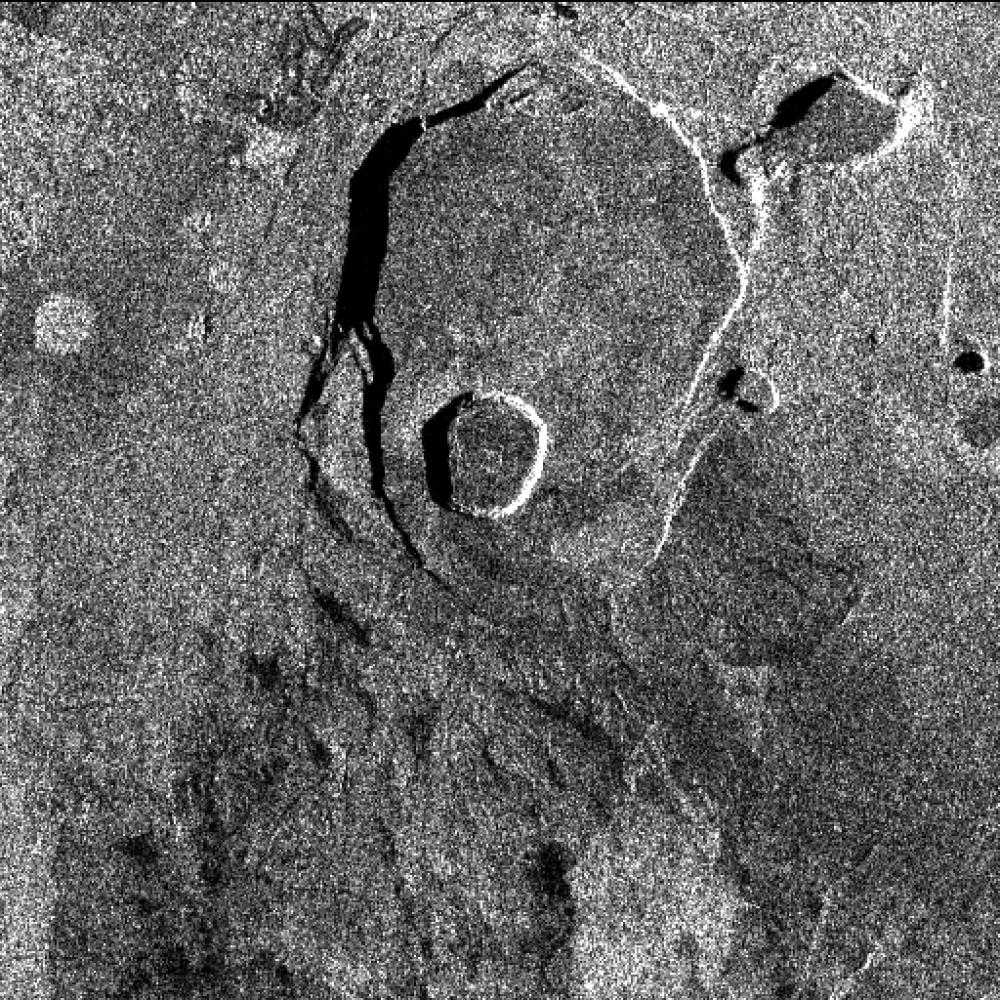
Imagen de amplitud del radar de apertura sintética, del volcán Kilauea.
Imagen de NASA/JPL-Caltech.

El radar de apertura sintética (SAR) es una forma de radar en donde se utilizan complejos procesamientos de datos para producir un haz muy estrecho y efectivo. Solamente se puede utilizar con instrumentos en movimiento sobre objetivos relativamente inmóviles. Es una forma de teledetección activa: la antena genera radiación «iluminante» que luego es reflejada desde el blanco (en cambio en la teledetección pasiva se detecta el reflejo de la radiación lumínica ambiente). Por lo tanto, la adquisición de la imagen es independiente de la iluminación natural y las imágenes se pueden tomar durante la noche. El radar usa radiación electromagnética a través de frecuencias de microondas, por lo que las observaciones no se ven afectadas por la cubierta de nubes, ya que en longitudes de onda típicas de radar la absorción de la atmósfera es muy baja.

### Fase

Diferencias de fase.

La mayoría de las aplicaciones con radar de apertura sintética hacen uso de la amplitud de la señal de retorno (desde el objetivo), e ignoran los datos de fase. En cambio la interferometría utiliza la fase de la radiación reflejada. Como la onda de salida es producida y emitida por el satélite, la fase se conoce, y se puede comparar con la fase de la señal de retorno. La fase de retorno de la onda depende de la distancia al suelo, ya que la distancia ida y vuelta al suelo se compondrá de un número entero de longitudes de onda más alguna fracción de longitud de onda. Esto se puede observar como diferencias de fase (o deriva de fase) en la onda retornante. La distancia total al satélite (o sea, el número de longitudes de onda completas) no se conoce, pero la fracción extra de una longitud de onda se puede medir con extrema precisión.
En la práctica, la fase se ve afectada por otros varios factores, que en conjunto hacen que el retorno en bruto de la fase de la imagen del radar de apertura sintética, sea esencialmente arbitrario, sin correlación entre un píxel y otro. Para obtener alguna información útil de la fase, algunos de esos efectos se deben aislar y eliminar. La interferometría utiliza dos imágenes del campo de exploración tomadas desde el mismo lugar de examen (o, para aplicaciones topográficas, posiciones ligeramente diferentes), encuentra la diferencia de fase entre ellas, y produce una imagen conocida como interferograma. Las diferencias de fase se miden en radianes y ―debido a la naturaleza cíclica de la fase― se registran como franjas repetitivas que representan un ciclo completo de 2π.

### Factores que afectan a la fase
El factor más importante que afecta a la fase es la interacción con la superficie del suelo. La fase de la onda puede cambiar por reflexión, dependiendo en las propiedades del material. La señal reflejada retornante de algún píxel es la contribución sumada a la fase de muchos pequeños «objetivos» en esa zona de tierra, cada uno con diferentes propiedades dieléctricas y diferentes distancias al satélite. Por eso la señal de retorno es arbitraria y totalmente no correlacionada con la de los píxeles adyacentes. Sin embargo, posee una propiedad importante: es coherente. Entonces, siempre que no cambie nada en tierra, las contribuciones de cada objetivo sumarán de manera idéntica cada vez, y por lo tanto se pueden eliminar del interferograma.
Una vez que se han eliminado los efectos del suelo, la señal principal presente en el interferograma es una contribución de efectos orbitales. Para que la interferometría funcione, cuando se adquieren las imágenes los satélites deben estar tan cerca como sea posible y en la misma posición espacial. Esto significa que no se pueden comparar las imágenes de dos plataformas de satélite diferentes con diferentes órbitas, y se deben utilizar los datos de un determinado satélite desde la misma trayectoria orbital. En la práctica, la distancia perpendicular entre ellos, conocida como «línea de base», a menudo se conoce dentro de un marco de pocos centímetros, pero solo se puede controlar en una escala de decenas a cientos de metros. Esta pequeña diferencia genera una diferencia regular en la fase que cambia suavemente a través del interferograma y que puede ser modelada y eliminada.

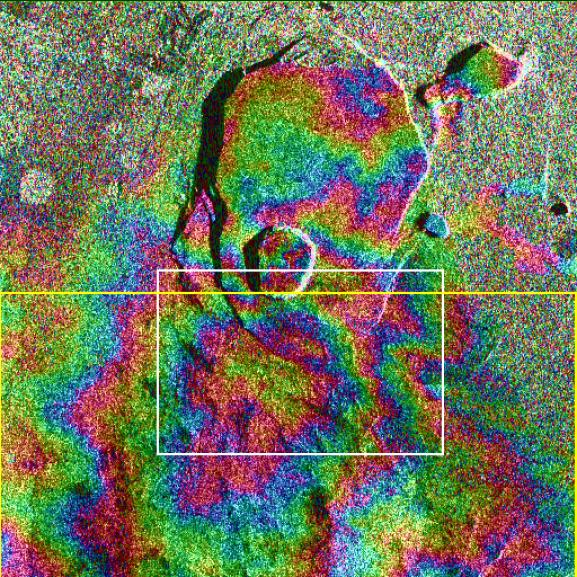
Interferograma correspondiente a Kilauea, mostrando las franjas topográficas (NASA/JPL-Caltech)

La ligera diferencia en la posición del satélite también altera la distorsión causada por la topografía, lo que significa que se introducirá una diferencia de fase adicional debido a un efecto estereoscópico. Cuanto más larga sea la línea de base, menor será la altura topográfica necesaria para producir una franja de cambio de fase ―conocida como altitud de ambigüedad―. Este efecto se puede aprovechar para calcular la altura topográfica, y se utiliza para producir un DEM (digital elevation model: modelo de elevación digital).
Si la altura topográfica ya se conoce, la contribución de la fase topográfica puede ser calculada y eliminada. Y se hace tradicionalmente hecho de dos maneras. En el método dos-pasos, la data de la elevación desde un modelo digital del terreno (DEM) externamente derivados, y usados en conjunto con información orbital para calcular la contribución de la fase. En el método de tres pasos: dos imágenes adquiridas en corto tiempo de separación, se utilizan para crear un interferograma, suponiéndose que no tiene señal de deformación y por lo tanto representan la contribución topográfico. Este interferograma se resta de una tercera imagen, con una separación de tiempo más largo, para dar la fase residual debido a la deformación.
Una vez eliminando las contribuciones de suelo, topografía, orbitales, el interferograma contiene la señal de información, junto con cualquier ruido restante (vea Dificultades con InSAR). The signal measured in the interferogram represents the change in phase caused by an increase or decrease in distance from the ground píxel to the satellite, therefore only the component of the ground motion parallel to the satellite line of sight vector will cause a phase difference to be observed. For sensors like ERS with a small incidence angle this measures vertical motion well, but is insensitive to horizontal motion perpendicular to the line of sight (approximately north-south). It also means that vertical motion and components of horizontal motion parallel to the plane of the line of sight (approximately east-west) cannot be separately resolved.
One fringe of phase difference is generated by a ground motion of half the radar wavelength, since this corresponds to a whole wavelength increase in the two-way travel distance. Phase shifts are only resolvable relative to other points in the interferogram. Absolute deformation can be inferred by assuming one area in the interferogram (for example a point away from expected deformation sources) experienced no deformation, or by using a ground control (GPS or similar) to establish the absolute movement of a point.

### Dificultades con el InSAR
El tipo de imagen que se puede utilizar para una interferometría depende de una serie de factores. Siendo el más simple la disponibilidad de datos, ya que los radares utilizados en interferometría no operan de manera continua, realizando adquisición de datos solo cuando se les programa para dicha tarea. Para requerimientos futuros quizás sea posible solicitar la adquisición de datos, pero para muchas áreas del mundo los datos en archivo (disponibles) son escasos. La disponibilidad de datos está constreñida por el criterio de línea de base. La disponibilidad de un MDE Modelo Digital de Elevación apropiado puede ser un factor para InSAR de dos pasadas; comúnmente 90m (30 actualmente) los datos de SRTM están disponibles para mucha áreas, pero a grandes latitudes o en áras de poor coverage deben buscarse base de datos alternativas.
Un requerimiento fundamental para la eliminación de la señal del suelo es que la sumatoria de las contribuciones de fase de los blancos individuales dentro del pixel permanezcan constantes entre las dos imágenes y que sea completamente removida.
Sin embargo hay muchos factores que pueden causar que este criterio falle. Primeramente las dos imágenes tienen que estar exactamente co-registradas a un nivel sub-pixel para asegurar que los blancos contribuyendo a ese pixel son los mismos. There is also a geometric constraint on the maximum length of the baseline - the difference in viewing angles must not cause phase to change over the width of one píxel by more than a wavelength. The effects of topography also influence the condition, and baselines need to be shorter if terrain gradients are high. Where co-registration is poor or the maximum baseline is exceeded the píxel phase will become incoherent - the phase becomes essentially random from píxel to píxel rather than varying smoothly, and the area appears noisy. This is also true for anything else that changes the contributions to the phase within each píxel, for example changes to the ground targets in each píxel caused by vegetation growth, landslides, agriculture or snow cover.
Another source of error present in most interferograms is caused by the propagation of the waves through the atmosphere. If the wave travelled through a vacuum it should theoretically be possible (subject to sufficient accuracy of timing) to use the two-way travel-time of the wave in combination with the phase to calculate the exact distance to the ground. However the velocity of the wave through the atmosphere is lower than the speed of light in a vacuum, and depends on air temperature, pressure and the partial pressure of water vapour. It is this unknown phase delay that prevents the integer number of wavelengths being calculated. If the atmosphere was horizontally homogeneous over the length scale of an interferogram and vertically over that of the topography then the effect would simply be a constant phase difference between the two images which, since phase difference is measured relative to other points in the interferogram, would not contribute to the signal. However the atmosphere is laterally heterogeneous on length scales both larger and smaller than typical deformation signals. This spurious signal can appear completely unrelated to the surface features of the image, however in other cases the atmospheric phase delay is caused by vertical inhomogeneity at low altitudes and this may result in fringes appearing to correspond with the topography.

### Dispersor persistente del InSAR
Las técnicas de dispersión persistentse o permanentes, se trata de un desarrollo relativamente reciente de InSAR convencional, y se basan en estudios de píxeles que permanecen coherentes sobre una secuencia de interferogramas. En 1999, investigadores del Politecnico di Milano, Italia, desarrollaron un nuevo enfoque multiimagen en la que se busca len a pila de imágenes de objetos en el suelo que proporcionen reflejos de radar consistentes y estables de vuelta al satélite. Esos objetos pueden ser del tamaño de un píxel o, más comúnmente, de subpíxeles de tamaño, y están presentes en todas las imágenes de la pila.
En 1999, el Politécnico de Milán patentó la tecnología, y creó la empresa spin-off Tele-Rilevamento Europa – TRE en 2000 para comercializar la tecnología, y llevar a cabo la investigaciones.
Some research centres and other companies, like the Dutch TU Delft spin-off Hansje Brinker, were inspired to develop their own algorithms which would also overcome InSAR's limitations. In scientific literature, these techniques are collectively referred to as Persistent Scatterer Interferometry or PSI techniques. The term Persistent Scatterer Interferometry (PSI) was created by ESA to define the second generation of radar interferometry techniques.
Commonly such techniques are most useful in urban areas with lots of permanent structures, for example the PSI studies of European geohazard sites undertaken by the Terrafirma project. The Terrafirma project (led by Altamira Information SL Archivado el 20 de agosto de 2008 en Wayback Machine.) provides a ground motion hazard information service, distributed throughout Europe via national geological surveys and institutions. The objective of this service is to help save lives, improve safety, and reduce economic loss through the use of state-of-the-art PSI information. Over the last 9 years this service has supplied information relating to urban subsidence and uplift, slope stability and landslides, seismic and volcanic deformation, coastlines and flood plains.

## Producción de interferogramas
La cadena de procesamiento para producir interferogramas, varía según el software utilizado y la aplicación específica, e incluye una combinación de lo general, los siguientes pasos.
Para generar un interferograma se requieren dos imágenes del radar de apertura sintética; these may be obtained pre-processed, or produced from raw data by the user prior to InSAR processing. The two images must first be co-registered, using a correlation procedure to find the offset and difference in geometry between the two amplitude images. One SAR image is then re-sampled to match the geometry of the other, meaning each píxel represents the same ground area in both images. The interferogram is then formed by cross-multiplication of each píxel in the two images, and the interferometric phase due to the curvature of the Earth is removed, a process referred to as flattening. For deformation applications a DEM can be used in conjunction with the baseline data to simulate the contribution of the topography to the interferometric phase, this can then be removed from the interferogram.
Once the basic interferogram has been produced, it is commonly filtered using an adaptive power-spectrum filter to amplify the phase signal. For most quantitative applications the consecutive fringes present in the interferogram will then have to be unwrapped, which involves interpolating over the 0 to 2π phase jumps to produce a continuous deformation field. At some point, before or after unwrapping, incoherent areas of the image may be masked out. The final processing stage involves geocoding the image, which resamples the interferogram from the acquisition geometry (related to direction of satellite path) into the desired geographic projection.

### SAR interferométrico terrestre (TInSAR)
Terrestrial SAR Interferometry (TInSAR) is a remote sensing technique for the displacement monitoring of slopes, rock scarps, volcanoes, landslides, buildings, infrastructures etc. The TInSAR technique is based on the same operational principles of the Satellite SAR Interferometry, pero la apertura sintética del radar (SAR) is obtained by an antenna moving on a rail instead of satellite moving around an orbit. SAR technique allow 2D radar image of the investigated scenario to be achieved, with a high range resolution (along the instrumental line of sight) and cross-range resolution (along the scan direction). The antenna emits and receive microwave impulses, and by the measurement of the phase difference between two images it is possible to compute the displacement of all the píxel of the SAR image. The accuracy in the displacement measurement is millimetric or submillimetric depending on the specific local and atmospheric conditions.

### Software
Una variedad de paquetes, de uso común, de procesamiento InSAR, varios están disponibles gratis y para uso académico.
- GMTSAR: sistema de proceso InSAR, en base en Generic Mapping Tools - fuente abierta GNU General Public License - http://topex.ucsd.edu/gmtsar
- Interferómetro IMAGINE SAR - con paquete de procesoamiento comercial embebido en el suite de software de teledetección ERDAS IMAGINE, en lenguaje C++  Archivado el 22 de marzo de 2008 en Wayback Machine.
- ROI PAC - producido por el Jet Propulsion Laboratory, de la NASA, y Caltech. En UNIX, puede bajarse libremente de Fundación The Open Channel
- DORIS - suite de procesamiento de la Universidad Técnica de Delft, en código C++, siendo una multiplataforma portable. Es fuente abierta en DORIS, con condiciones
- Gamma Software - Commercial software suite consisting of different modules covering SAR data processing, SAR Interferometry, differential SAR Interferometry, and Interferometric Point Target Analysis, runs on Solaris, Linux, Mac OS X, Windows, large discount for Research Institutes .
- SARscape - Commercial software suite consisting of different modules covering SAR data processing, SAR and ScanSAR focusing and Interferometry, differential SAR Interferometry, Persistent Scatterers and SBAS, Polarimetry and Polarimetric Interferometry, running as an extension of ENVI under Windows and Linux .
- Pulsar - Commercial software suite, UNIX based .
- DIAPASON - Originally developed by the French Space Agency CNES,[9][10] and maintained by Altamira Information, Commercial software suite - UNIX & Windows based  Archivado el 20 de agosto de 2008 en Wayback Machine..
- RAT (Radar Tools) - SAR polarimetry (PolSAR), interferometry (InSAR), polarimetric interferometry (PolInSAR) and more, free software suite
- Orfeo ToolBox (OTB) - UNIX & Windows based, free software suite
- Coherent Pixel Technique (CPT) - One of the first InSAR&PSI processing softwares and methodologies developed by the Universat Politècnica de Catalunya (UPC) in 1995.[11] Currently, DARES TECHNOLOGY is improving and commercializing the software providing scientific and commercial license for operational projects.

### Fuentes de datos

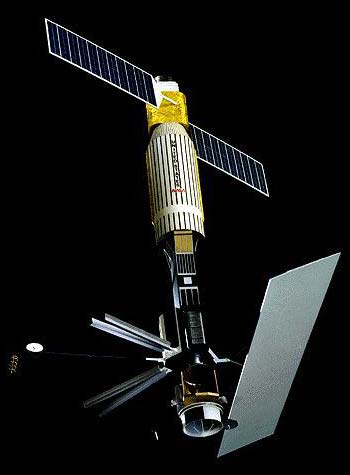
Seasat (NASA/JPL-Caltech)

### Subsidencia

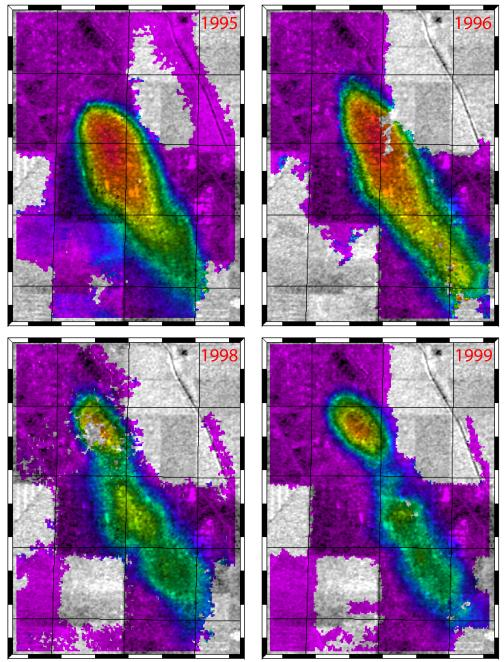
Rápida subsidencia del suelo sobre el campo petrolero Lost Hills, California (NASA/JPL-Caltech)

### Generación DEM

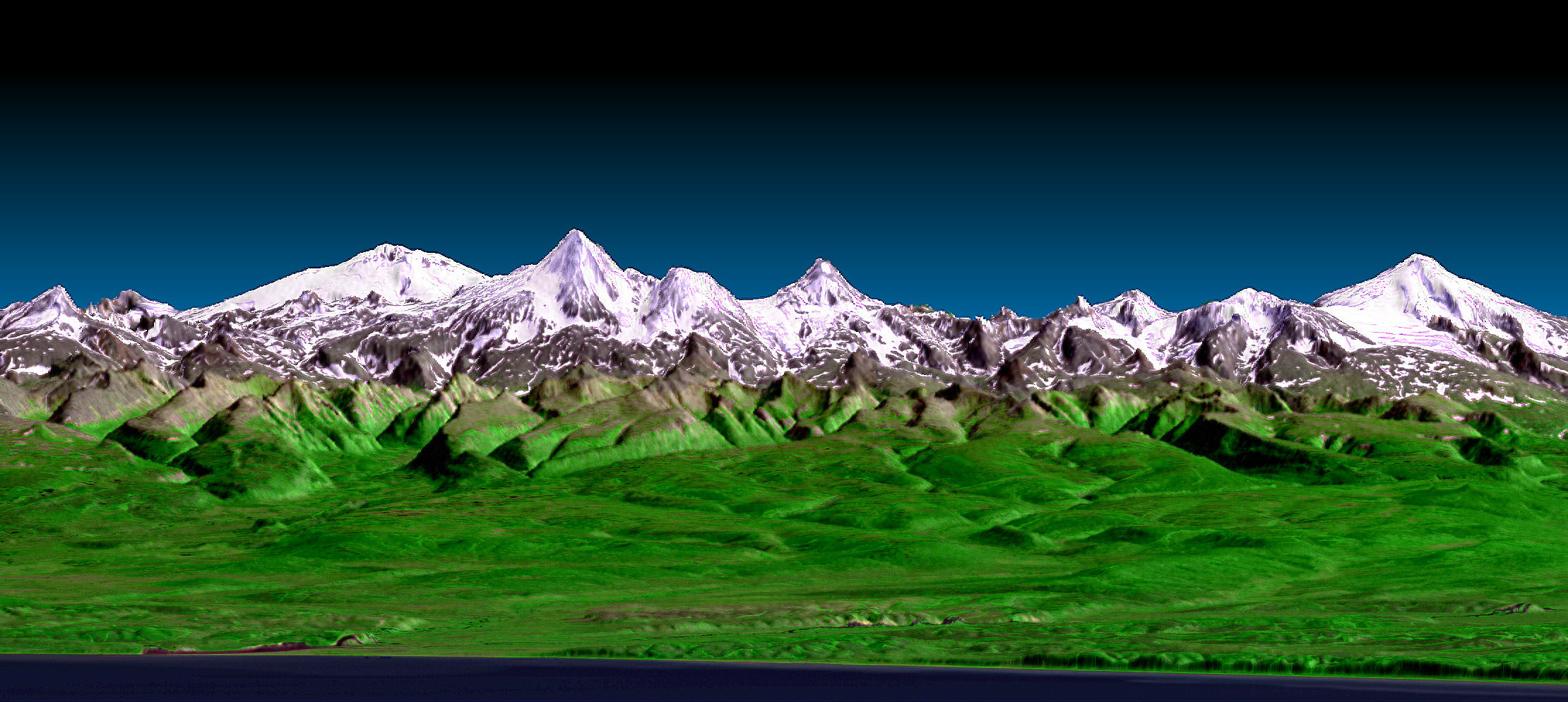
Península Kamchatka, datos Landsat, cubierta con el modelo elevacional SRTM (NASA/JPL-Caltech)